# Förvaltningshistorisk ordbok
Förvaltningshistorisk ordbok (FHO) är en digitalt utgiven förvaltningshistorisk terminologisk encyklopedi på svenska med fokus på finsk offentlig förvaltning. Förvaltningshistorisk ordbok gavs ut våren 2016 av Svenska litteratursällskapet i Finland (SLS).

## Bakgrund
Svenska litteratursällskapet i Finland påbörjade det närmare tioåriga arbetet med att ta fram Förvaltningshistorisk ordbok under 2007. Det tillsattes en redaktion, sedermera redaktionsråd, bestående av professorn i historia Max Engman, regeringsrådet Lars Granlund, professor Kaisa Häkkinen, forskningschef Christer Kuvaja, arkivrådet tillika historikern Eljas Orrman och språkvetaren Peter Slotte.  Historikern, politikern och entomologen Lena Huldén utsågs i oktober 2007 som chefredaktör för verket. Till redaktör utsågs sedermera Mona Rautelin.
Syftet med ordboken är "att ge en översikt av äldre förvaltningsterminologi och därmed göra denna tillgänglig för forskning. Utöver att bidra till analysen av språket är avsikten att hjälpa forskare att få ett grepp om forna tiders ibland nog så svårgenomträngliga förvaltning." Ursprungligen var planen att verket skulle utkomma i såväl tryckt som digital form, men redaktionen beslut sedermera att endast ge ut verket digitalt.
Arbetet med att ta fram Förvaltningshistorisk ordbok avgränsades enligt följande principer:
- Verket ska omfatta perioden från medeltiden till 1950.
- Begrepp som användes i den svenska centralförvaltningen var också Finlands till år 1809 och inkluderas därför i verket. Rent svenska begrepp, som använts i Sverige efter 1809, utelämnas ur verket.
- Stormaktstidens provinsförvaltning (Östersjöprovinserna, Ingermanland och de tyska provinserna) utelämnas.
- Den ryska militärförvaltningen i Finland ingår inte.
- En enskild institution har inkluderats endast ifall den är unik i sitt slag. Sålunda ingår inte enskilda skolor, men termer som folkskola, samskola, lyceum etc ingår.

## Ordboken
Ordboken består i princip av tre delar: en alfabetisk del, en del med tematiska artiklar och ett specialregister.  Förvaltningshistorisk ordbok innehåller begrepp och uttryck som historiskt har använts inom den offentliga förvaltningen i Finland, från medeltiden till år 1950. Med offentliga förvaltningen i Finland ska i sammanhanget förstås: stat, kommun, kyrka, utbildningsanstalter (skola och universitet) och försvar.
Verket är författat på svenska, men har alfabetiska förteckningar som gör att den kan användas även av finskspråkiga personer. Med hjälp av de alfabetiska förteckningarna kan ordboken användas i båda riktningarna på svenska och finska. För varje uppslagsord ges en förklaring och definition på svenska, men verket anger även uppslagsordet finska motsvarighet. I förekommande fall anges även uppslagsordet på andra språk, till exempel ryska eller latin. Detta sker när ett annat språk har varit en del av den levande förvaltningsterminologin i Finland.
Beroende på uppslagsord erbjuder verket inte sällan flera olika definitioner. Detta då betydelsen av ett begrepp kan ha varierat under historien.